# Fekkas
I fekkas (in arabo فقاص‎?) sono dei biscotti marocchini.

## Descrizione
I fekkas hanno una consistenza friabile e contengono solitamente anice, farina, burro, sesamo, zucchero e mandorle; esiste una variante dei dolcetti contenente l'uva passa. Per prepararli, si mescolano assieme gli ingredienti. Dopodiché, l'impasto viene fatto cuocere due volte. Al termine della seconda cottura, esso viene tagliato a fette. Per tradizione, i fekkas vengono consumati assieme al tè.